# Jan de Vries
Jan de Vries (* 5. ledna 1944 Sint Jacobiparochie – 14. ledna 2021 Purmerend) byl nizozemský motocyklový závodník. Je dvojnásobným mistrem světa silničních motocyklů, když získal titul v kubatuře 50 cc v roce 1971 a 1973. Hattricku zabránil v roce 1972 Ángel Nieto, který měl na konci sezóny stejně bodů i vítězných závodů a o mistrovi světa tak rozhodoval celkový souhrnný čas, který měl Nieto o jedinou vteřinu lepší. Dalšími dobrými umístěními bylo celkové čtvrté místo v padesátkách v roce 1969 a páté v roce 1970. V seriálu Grand Prix jezdil Vries v letech 1968–1973, odjel 36 závodů, připsal si 14 vítězství a 27krát stál na stupních vítězů. Oba tituly mistra světa získal na motocyklu Kreidler, jemuž zůstal v padesátkách věrný po celou kariéru na GP. V sezóně 1970 ovšem souběžně s padesátkami jezdil i stopětadvacítky, a to na stroji značky MZ.